# Hemidactylus parvimaculatus
Espèce
Synonymes
- Hemidactylus brookii parvimaculatus 
Deraniyagala, 1953

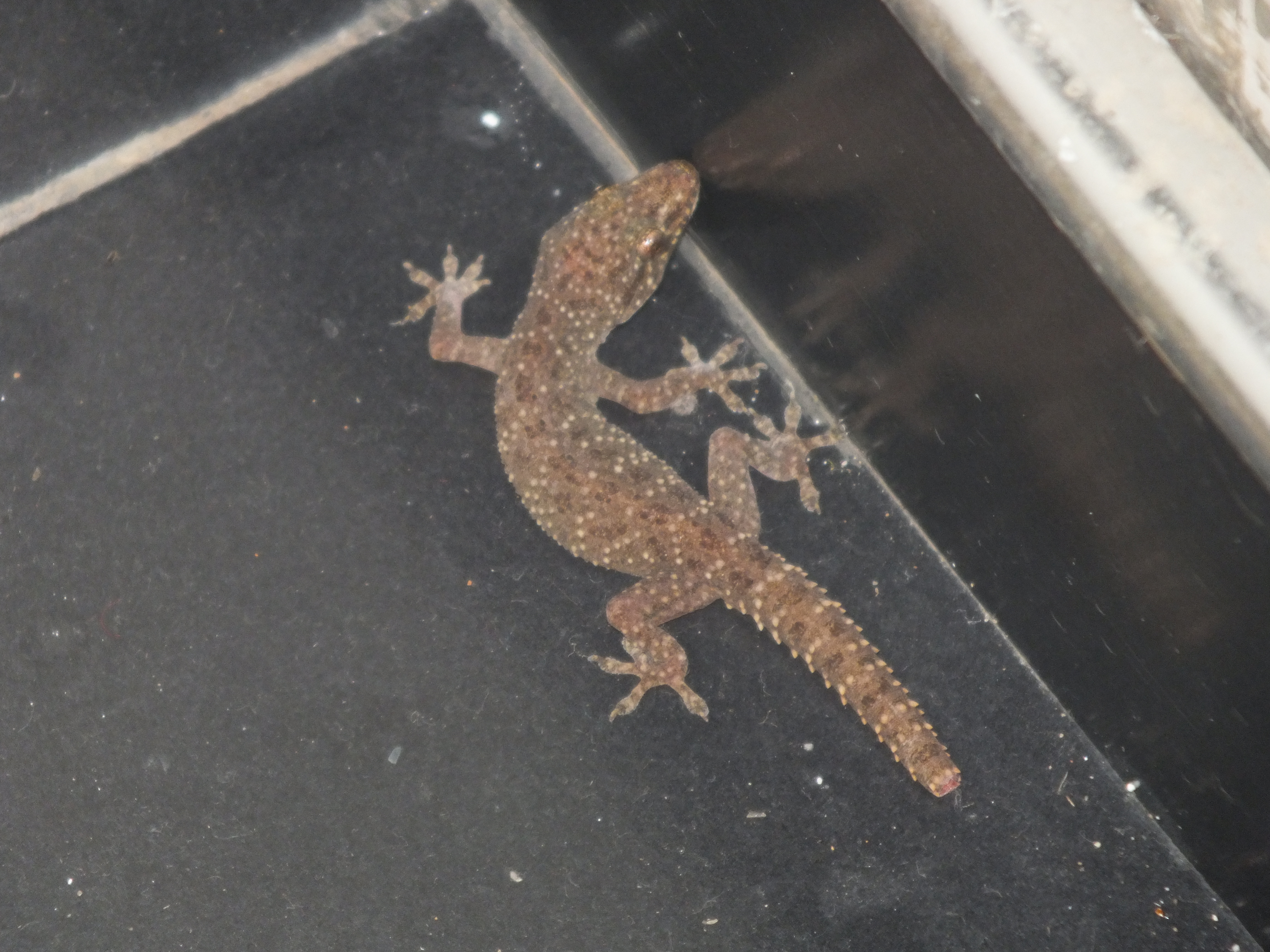

Hemidactylus parvimaculatus est une espèce de geckos de la famille des Gekkonidae.

## Répartition
Cette espèce se rencontre au Sri Lanka, au Kerala en Inde, aux Maldives, à La Réunion, à Maurice et à Mohéli aux Comores.

## Publication originale
- Deraniyagala, 1953 : A coloured atlas of some vertebrates from Ceylon. Tetrapod Reptilia. Govt. Press, Colombo, vol. 2, p. 1-101.